# Andrzej Drozdowski
Andrzej Drozdowski (ur. 22 września 1950 w Pabianicach) – polski piłkarz, pomocnik.
Był pierwszoligowym piłkarzem ŁKS, wcześniej grał w Zawiszy i klubie z rodzinnego miasta. W reprezentacji Polski debiutował 1 sierpnia 1973 w spotkaniu z Kanadą, ostatni raz zagrał rok później. Łącznie w kadrze zagrał 7 razy.